# Fort Myers
Fort Myers, cunoscut și sub denumirea Ft. Myers, este un oraș situat în comitatul Lee din statul Florida, SUA. Conform programului de estimare a populației al Biroului de Recensământ, orașul avea o populație de 92.245 de locuitori în anul 2021, ceea ce îl plasează pe locul 370 în topul celor mai populate orașe din țară. Orașul este o poartă de intrare în regiunea de sud-vest a Floridei și o destinație turistică populară în cadrul statului Florida. În plus, orașul Fort Myers formează împreună cu orașul Cape Coral (care este mai mare și mai rezidențial), cu orașele mai mici Fort Myers Beach, Sanibel și Bonita Springs, cu satul Estero și cu districtele neîncorporate Lehigh Acres și North Fort Myers, o zonă statistică metropolitană (MSA) care cuprinde comitatul Lee și care avea o populație de 787.976 de locuitori în 2021.

## Istoria
Orașul Fort Myers are o istorie bogată, care datează de la prezența tribului indigen Calusa în zonă. Potrivit unor istorici, capitala tribului Calusa era situată în apropiere de Fort Myers. După contactul cu Europa, Spania a avut influență colonială în Florida, urmată de Marea Britanie și, în cele din urmă, de Statele Unite. 

### Războaiele Seminole

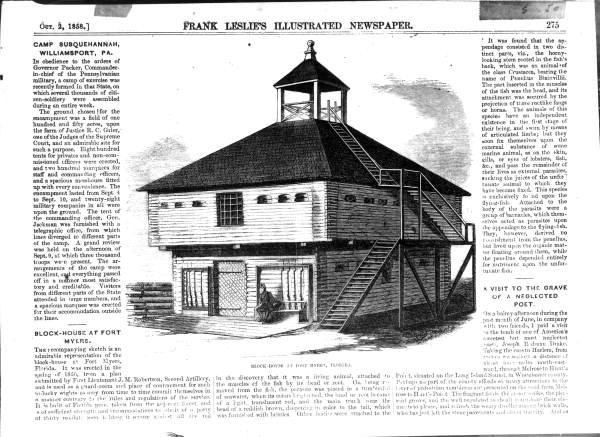
Blockhouse la Fort Myers, Florida

În timpul celui de-al Doilea Război Seminole, care a avut loc între 1835 și 1842, armata americană a operat în Fort Dulaney, situat la Punta Rassa, în apropiere de gura de vărsare a râului Caloosahatchee. În octombrie 1841, Fort Dulaney a fost distrus de un uragan, așa că operațiunile militare au fost mutate în amonte pe râul Caloosahatchee, la un alt sit numit Fort Harvie. Însă, odată cu încheierea celui de-al Doilea Război Seminole în 1842, Fort Harvie a fost abandonat.
În 1849, un negustor alb a fost ucis de seminolezi pe Râul Păcii, ceea ce a determinat armata să se întoarcă pe Râul Caloosahatchee în 1850. Maiorul David E. Twiggs, care se afla atunci la Fort Brooke (actualul Tampa), a dat ordin ca două companii de artilerie să găsească un loc potrivit pentru înființarea unui nou post și să construiască imediat lucrări de apărare care să asigure securitatea proviziilor lor și să îndepărteze orice tentație pentru indieni. Astfel, Noul Fort Myers a fost construit pe ruinele arse ale Fortului Harvie.
Fortul a fost numit în onoarea colonelului Brevet Abraham Charles Myers, care era intendent al Departamentului de armată din Florida și viitor ginere al maiorului Twiggs. Fortul Myers se întindea pe aproximativ 139 de acri (56 de hectare) și a inclus 57 de clădiri, printre care un blockhouse cu două etaje, care a fost ilustrat în Frank Leslie's Illustrated Newspaper, și un chei de 1.000 de picioare (300 de metri) lungime, unde navele puteau acosta. Potrivit lui Irvin Solomon, Fort Myers a fost descris ca fiind "unul dintre cele mai bune și mai mari" forturi din timpul Războaielor Seminole. Însă, fortul a fost abandonat în 1858, la sfârșitul celui de-al Treilea Război Seminole.

### Războiul civil
În timpul Războiului Civil American, Fort Myers a devenit un refugiu pentru fugarii de blocadă și crescătorii de vite confederați, care au făcut comerț cu Seminole și cu soldații Uniunii. În decembrie 1863, Armata Statelor Unite a înființat o tabără pe Insula Useppa, lângă intrarea în Portul Charlotte, pentru a recruta simpatizanți ai Uniunii, dezertori confederați și persoane care nu se supuneau la recrutare, și pentru a organiza raiduri în interiorul teritoriului confederat. În ianuarie 1864, soldații Uniunii au capturat Fort Myers și au adăpostit aici peste 400 de civili și dezertori din armata confederată. Prezența soldaților de culoare a jucat un rol important în temerile confederate față de negrii înarmați. Fortul a oferit sprijin pentru blocada coastei de sud-vest a Floridei, access la marile turme de vite din sudul Floridei și un refugiu pentru sclavii evadați.
După ce Uniunea a obținut controlul asupra fluviului Mississippi în iulie 1863, armata confederată a devenit dependentă de Florida pentru aprovizionarea cu carne de vită. Între 1.000 și 2.000 de capete de vite erau expediate săptămânal din Florida către armata confederată. Dar în 1864, trupele și simpatizanții Uniunii au început să ducă vitele la Punta Rassa pentru a aproviziona navele Uniunii aflate în misiune de blocadă și Key West. Aceasta a redus aprovizionarea cu vite disponibile pentru forțele confederate, iar transportul maritim din Punta Rassa a dus la construirea unei cazarme și a unui debarcader de către armata Uniunii.
Bătălia de la Fort Myers a avut loc la 20 februarie 1865, fiind cunoscută ca fiind "cea mai sudică bătălie terestră a Războiului Civil."

### Așezarea și înființarea
Fort Myers este o comunitate fondată de căpitanul Manuel A. Gonzalez, la 21 februarie 1866, după Războiul Civil American. Gonzalez a navigat din Key West pentru a fonda comunitatea, iar trei săptămâni mai târziu, Joseph Vivas și soția sa, Christianna Stirrup Vivas, au sosit împreună cu soția lui Gonzalez, Evalina, și fiica sa, Mary.
Gonzalez și-a stabilit familia lângă Fort Myers abandonat, unde a înființat primul post comercial din zonă. El a făcut schimb de produse precum tutun, mărgele și praf de pușcă și a vândut piele de nutrie, de pisică de mare și de aligator seminolelor din vecinătate. În jurul postului comercial s-a format o mică comunitate.
La sfârșitul secolului al XIX-lea, oamenii din nord au început să călătorească în Florida în timpul iernii, văzând oportunități de dezvoltare. În 1881, Hamilton Disston, un bogat industriaș din Philadelphia, Pennsylvania, a venit în Valea Caloosahatchee cu planuri de dezvoltare. El a conectat Lacul Okeechobee cu râul Caloosahatchee, permițând vaporilor cu aburi să circule din Golful Mexic până la Lacul Okeechobee și să urce pe râul Kissimmee.
La 12 august 1885, micul oraș Fort Myers, cu doar 349 de locuitori, a fost încorporat. Era al doilea oraș ca mărime de pe Coasta Golfului Florida, la sud de Cedar Key.
În 1885, Thomas Alva Edison a vizitat Fort Myers și a cumpărat 13 acri de-a lungul râului Caloosahatchee. Acolo și-a construit casa "Seminole Lodge", care includea un laborator pentru continuarea activității sale. După ce cabana a fost finalizată în 1886, Edison și soția sa, Mina, au petrecut multe ierni în Fort Myers, bucurându-se de pescuitul recreativ local, pentru care Fort Myers căpătase o reputație națională.
În ciuda unei oferte inițiale a lui Edison de a ilumina orașul, în ziua de Anul Nou din 1898, Fort Myers a fost electrificat pentru prima dată de către Seminole Canning Company, o companie locală care făcea conserve de fructe.
În același an, a fost construit Hotelul Royal Palm, un hotel de lux care a consacrat Fort Myers la nivel național ca destinație de stațiune de iarnă și a atras mulți turiști.

### Secolul XX

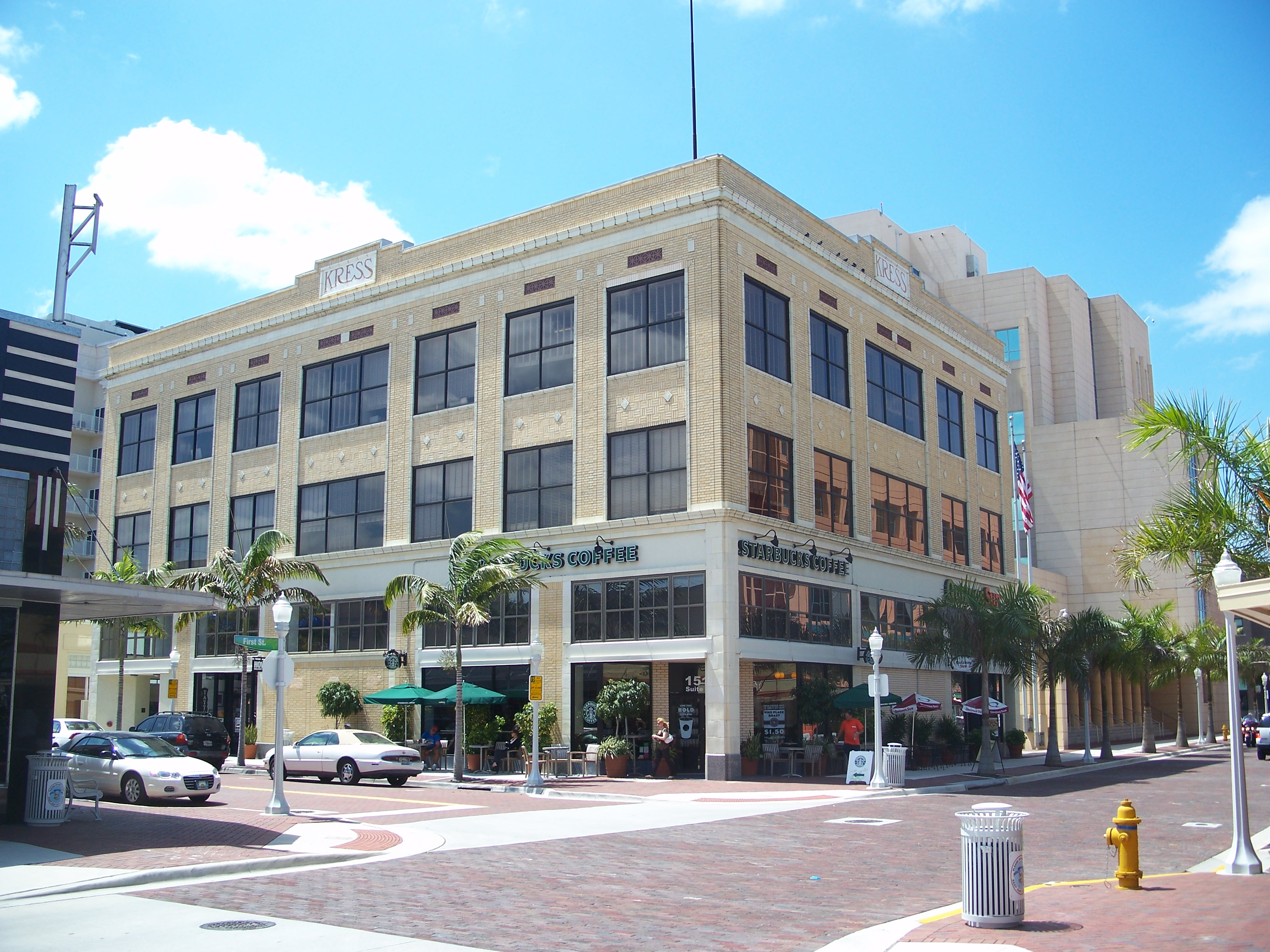
Arhitectura din centrul orașului Fort Myers

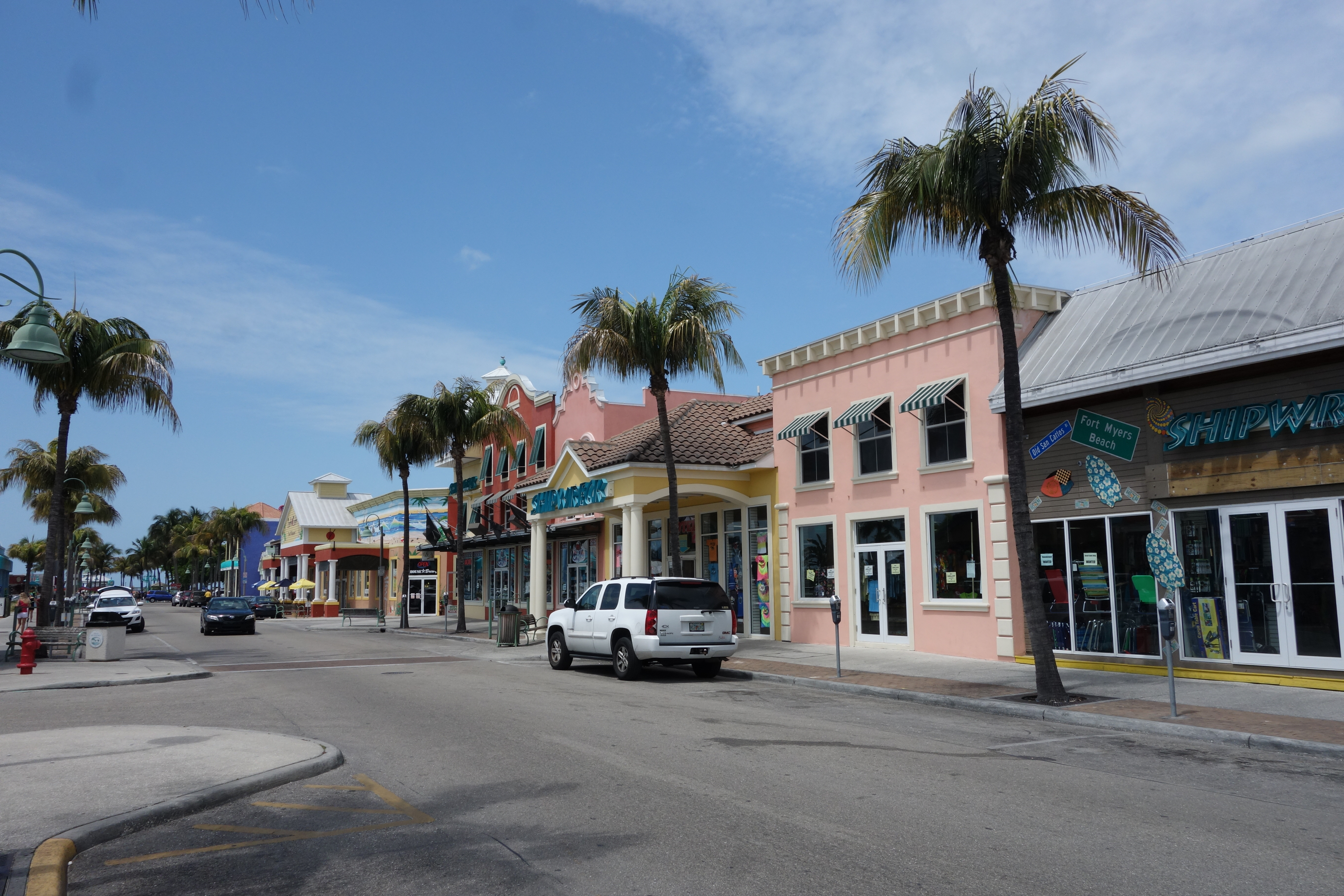
Centrul orașului

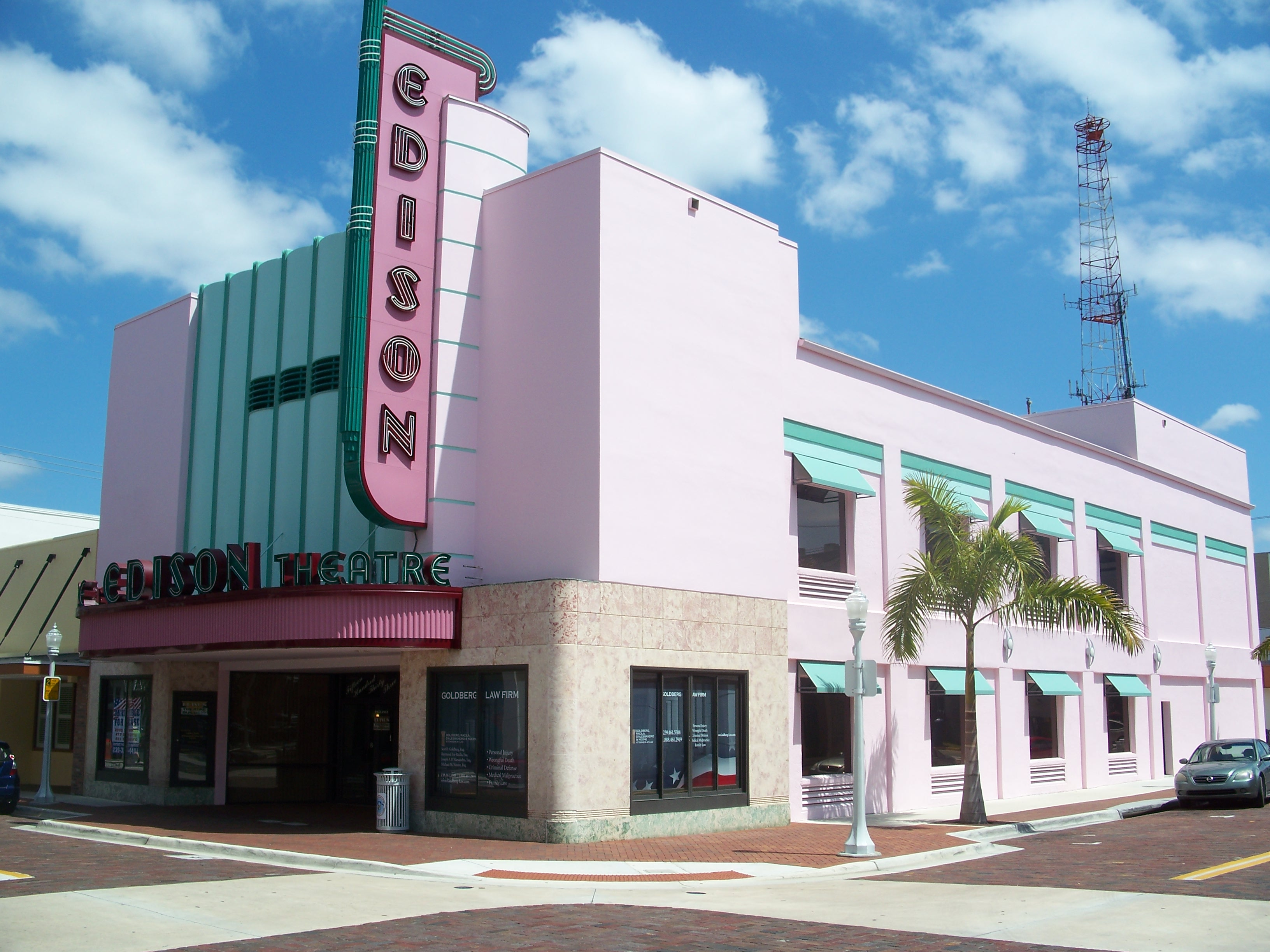
Teatrul Edison

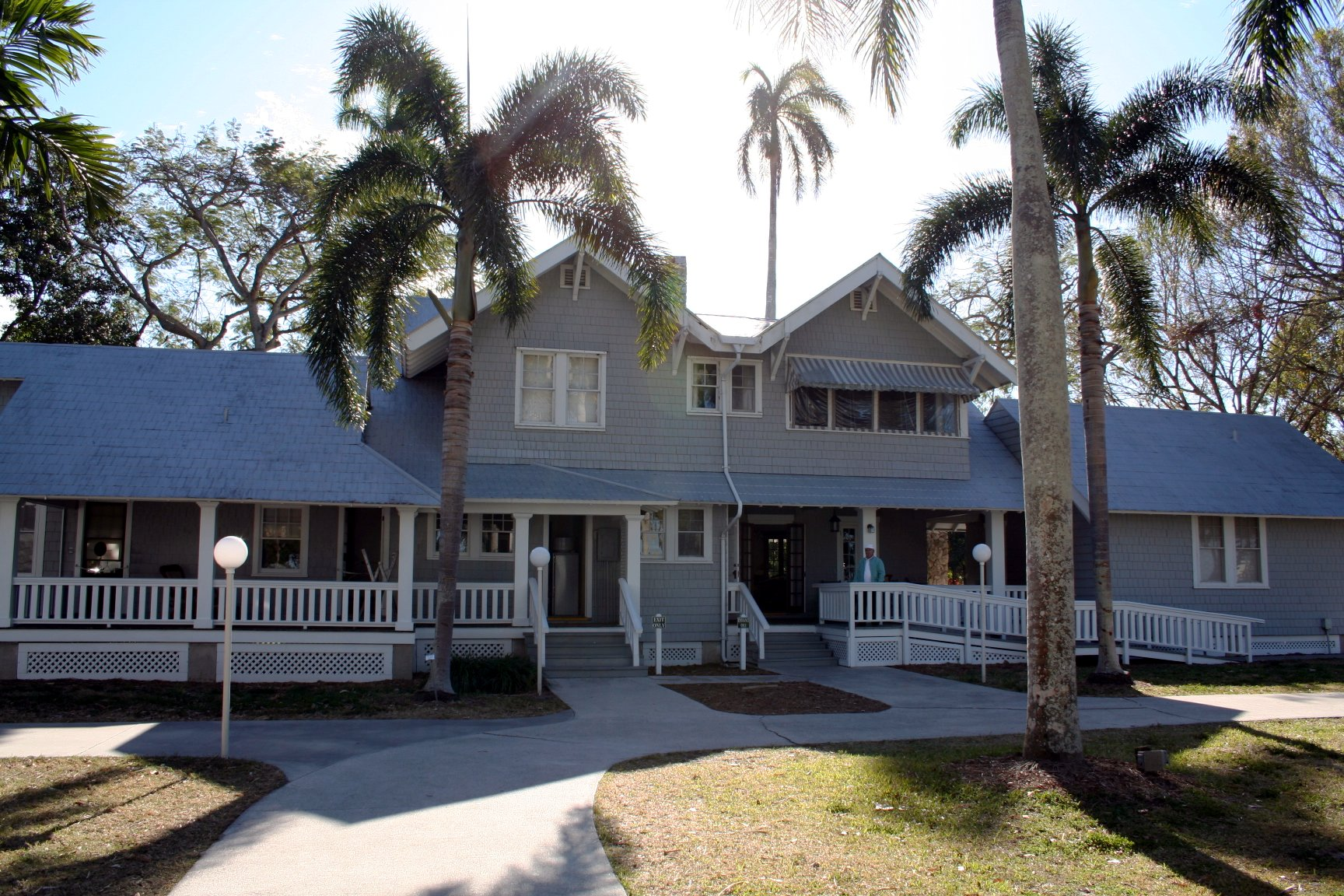
The Mangoes: Casa de iarnă a lui Henry Ford

În secolul XX, în data de 10 mai 1904, accesul la zona Fort Myers s-a îmbunătățit semnificativ odată cu deschiderea căii ferate Atlantic Coast Line Railroad, care a legat Punta Gorda de Fort Myers. Această rută a oferit comitatului Lee atât servicii de transport feroviar de pasageri, cât și de marfă. Cu toate acestea, venirea căii ferate a condus, de asemenea, la o mai mare segregare în Fort Myers. Odată cu apariția căii ferate, a apărut nevoia de mai multă forță de muncă necalificată și sosirea unei forțe de muncă mai puțin educate, în comparație cu numeroșii afro-americani din oraș, dintre care unii erau comercianți, vânzători și proprietari de terenuri. Acești cetățeni de culoare din clasa de mijloc, precum și noii muncitori afro-americani, au fost din ce în ce mai presați să se mute în zona segregată care avea să devină cunoscută sub numele de Safety Hill. Această zonă a orașului, după cum se poate observa din fotografiile contemporane, avea o calitate inferioară a caselor și a suprafețelor străzilor. Astăzi, această zonă este cunoscută sub numele de Dunbar și este încă segregată de restul orașului Fort Myers.
În 1907, sediul Agenției Federale a Triburilor Seminole a fost mutat în Fort Myers, iar acesta a rămas acolo până în 1913. În 1908, Teatrul Arcade a fost construit în centrul orașului Fort Myers. Inițial, acesta a fost o casă de vodevil, iar Edison a vizionat filme aici pentru prima dată împreună cu prietenii săi, Henry Ford și Harvey Firestone. Pe măsură ce industria cinematografică a crescut, Teatrul Arcade a fost transformat într-o casă de cinema completă. Un perete a împărțit scena pentru a forma două săli de proiecție. Modificările în obiceiurile de vizionare a filmelor de la sfârșitul secolului XX au dus la renovarea teatrului pentru a fi folosit din nou pentru spectacole live. În prezent, acesta găzduiește Florida Repertory Theatre, o sală de spectacole.
În timpul Primului Război Mondial, Edison a devenit îngrijorat de dependența Americii de aprovizionarea cu cauciuc din străinătate și a început să caute un arbore sau o plantă de cauciuc care să poată crește rapid în Statele Unite. El s-a asociat cu producătorul de anvelope Harvey Firestone, de la Firestone Tire and Rubber Company, și cu Henry Ford, de la Ford Motor Company, pentru a încerca să găsească o soluție la această problemă. Edison a căutat un arbore care să conțină suficient latex pentru a-și susține activitatea de cercetare. În 1927, cei trei bărbați au contribuit cu câte 25.000 de dolari fiecare și au creat Edison Botanic Research Corporation în încercarea de a găsi o soluție la această problemă. În 1928, a fost construit laboratorul Edison Botanic Research Corporation. În Fort Myers, Edison a efectuat majoritatea cercetărilor sale și a plantat plante și arbori exotici. El a trimis rezultatele și mostre de reziduuri de cauciuc la West Orange, New Jersey, pentru a continua lucrările în marea sa "Fabrică de invenții" Thomas A. Edison (acum păstrată în Parcul istoric național Thomas Edison). Prin eforturile lui Edison, au fost importați și plantați palmierii regali care mărginesc Riverside Avenue (acum McGregor Boulevard). Aceștia au inspirat porecla Fort Myers de "Orașul palmierilor".
După o cercetare aprofundată a aproximativ 17.000 de mostre de plante, Thomas Edison a descoperit în cele din urmă o sursă viabilă de cauciuc în planta de goldenrod (Solidago leavenworthii). Proiectul a fost transferat la Departamentul de Agricultură al Statelor Unite cinci ani mai târziu, în 1910. În 1916, magnatul auto Henry Ford a cumpărat casa din apropierea celei a lui Edison de la Robert Smith din New York și a denumit proprietatea "The Mangoes". Bungalow-ul în stil artizanal al lui Ford a fost construit în 1911 de Smith. Edison, Ford și Harvey Firestone, toți lideri în industria americană, făceau parte dintr-un grup exclusivist numit "Clubul Milionarilor". Cei trei bărbați au fost comemorați prin statui în Parcul Centenarului din centrul orașului Fort Myers.
În 1924 a început construcția podului Edison Bridge, numit în onoarea lui Thomas Edison, iar populația orașului a crescut constant. Podul a fost inaugurat la 11 februarie 1931, în ziua de naștere a lui Edison, care își dedicase eforturile pentru construirea lui. Edison a fost primul care a traversat podul cu mașina. În deceniul care a urmat construcției podului, orașul a cunoscut un boom imobiliar. Au fost construite mai multe subdiviziuni rezidențiale noi dincolo de centrul orașului, inclusiv Dean Park, Edison Park și Seminole Park. Edison Park, situat peste bulevardul McGregor de proprietățile Edison și Ford, include o serie de case impresionante din Fort Myers. Populația orașului Fort Myers era de 575 de cetățeni în 1890, în timp ce în 1930 aceasta a crescut la 9.082.
În 1947, soția lui Edison, Mina, a donat Seminole Lodge orașului Fort Myers, în memoria soțului ei decedat și pentru bucuria publicului. În 1988, proprietatea de iarnă adiacentă a lui Henry Ford a fost achiziționată de oraș și a fost deschisă pentru vizite publice în 1990. Proprietățile combinate sunt cunoscute astăzi sub numele de Edison and Ford Winter Estates.

### Uraganul Ian
Fort Myers a suferit pagube catastrofale din cauza uraganului Ian la 28 septembrie 2022.

## Geografie și climă

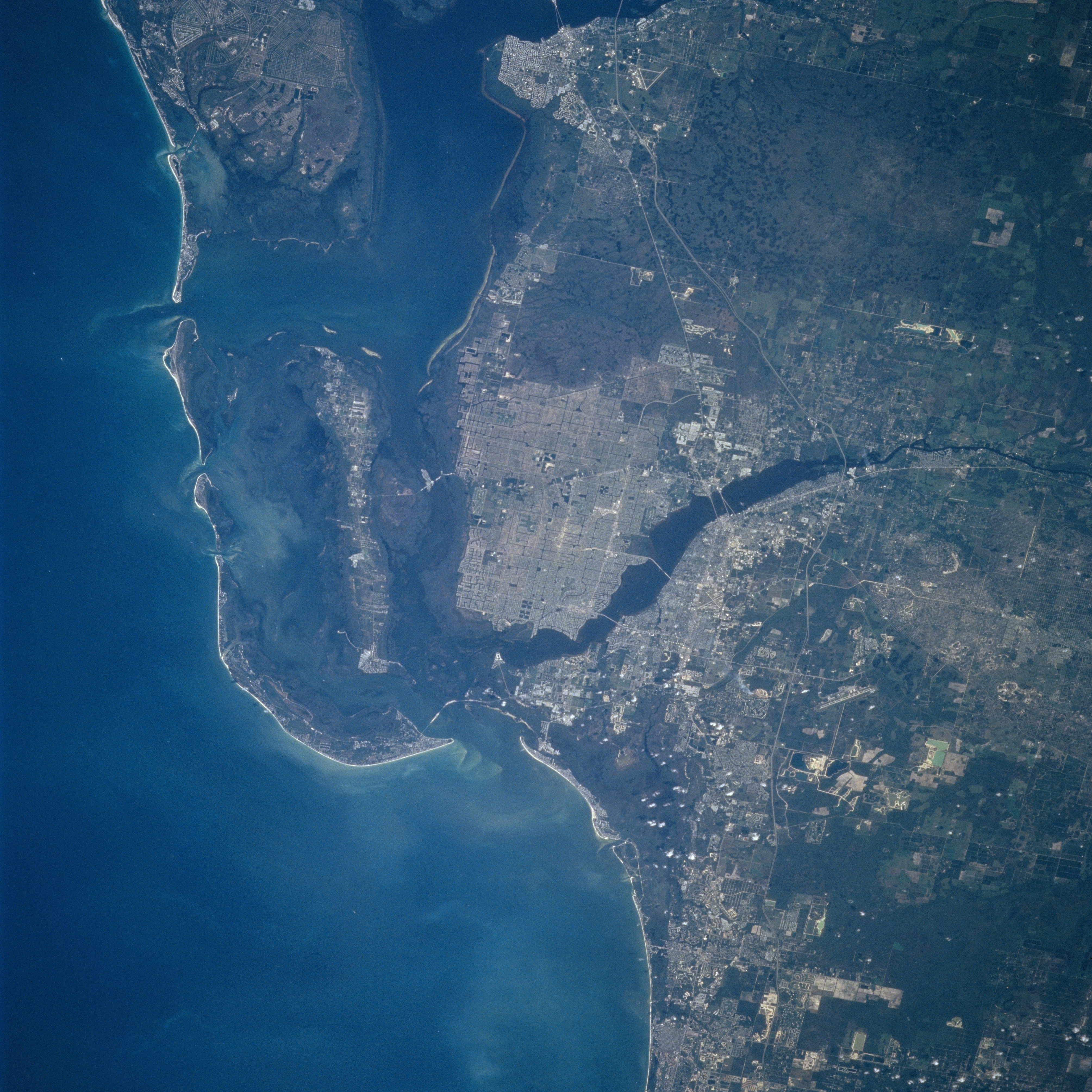
Imagine din satelit

Conform Biroului de recensământ al Statelor Unite, orașul Fort Myers se întinde pe o suprafață totală de 40,4 mile pătrate (105 km2), din care 31,8 mile pătrate (82 km2) reprezintă teren, iar 8,6 mile pătrate (22 km2) reprezintă apă.
Datorită amplasării sale în Florida, Fort Myers are un climat de savană tropicală (Aw), caracterizat prin temperaturi ridicate și precipitații abundente. Temperaturile rareori depășesc pragul de 38 °C (100 °F) sau scad sub punctul de îngheț. Precipitațiile medii depășesc puțin peste 57 de inci pe an (aproximativ 145 cm), concentrându-se puternic în timpul sezonului ploios (iunie-septembrie), când ploile și furtunile sunt frecvente. În medie, aceste patru luni aduc 67% din precipitațiile anuale. Din octombrie până în mai, media lunară a precipitațiilor este mai mică de 10 cm. În anii cu condiții mai secetoase decât media, din iarnă până la mijlocul primăverii, poate apărea seceta, iar incendiile de vegetație pot reprezenta o amenințare semnificativă pentru zonă. Reflectând sezonul ploios din iunie până în septembrie, Fort Myers are 89 de zile pe an în care o furtună este suficient de aproape pentru ca tunetul să fie auzit, fiind unul dintre cele mai însemnate numere din țară.
Temperatura medie zilnică lunară variază de la 18,2 °C (64,7 °F) în ianuarie la 28,6 °C (83,4 °F) în august, cu o medie anuală de 24,1 °C (75,4 °F).
Recordurile meteorologice înregistrate în Fort Myers variază de la 24 °F (-4 °C) pe 29 decembrie 1894 până la 103 °F (39 °C) pe 16-17 iunie 1981.

## Date demografice
Potrivit recensământului din 2010, populația orașului Fort Myers era de 62.298 de locuitori. În perioada dintre recensământul din 2000 și cel din 2010, populația orașului a crescut cu 29,2%.
Fort Myers este unul dintre cele două orașe care alcătuiesc Zona statistică metropolitană Cape Coral-Fort Myers, iar populația din această zonă a fost de 618.754 de locuitori în 2010.
În general, populația comitatului Lee, Florida și a zonei statistice metropolitane Cape Coral-Fort Myers a crescut cu 40,3% din 2000 până la recensământul din 2010, o rată de creștere mult mai rapidă decât media de 17,6% înregistrată la nivelul întregii statului Florida.
| Anul   | Pop.   | Note | %±     |
| ------ | ------ | ---- | ------ |
| 1890   | 575    |      | —      |
| 1900   | 943    |      | 64.0%  |
| 1910   | 2,463  |      | 161.2% |
| 1920   | 3,678  |      | 49.3%  |
| 1930   | 9,082  |      | 146.9% |
| 1940   | 10,604 |      | 16.8%  |
| 1950   | 13,195 |      | 24.4%  |
| 1960   | 22,523 |      | 70.7%  |
| 1970   | 27,351 |      | 21.4%  |
| 1980   | 36,638 |      | 34.0%  |
| 1990   | 45,206 |      | 23.4%  |
| 2000   | 48,208 |      | 6.6%   |
| 2010   | 62,298 |      | 29.2%  |
| 2020   | 86,395 |      | 38.7%  |
| 2021   | 92,245 |      | 6.8%   |
| Sursă: |        |      |        |

## Administrația
Fort Myers are un sistem de guvernare de tip consiliu-manager. Consiliul orașului este format dintr-un primar și șase membri ai consiliului, care sunt responsabili de stabilirea politicilor, adoptarea ordonanțelor locale, votarea creditelor și dezvoltarea unei viziuni generale pentru oraș. Primarul este ales de către alegătorii înregistrați la nivelul întregului oraș, iar actualul primar al orașului Fort Myers este Kevin B. Anderson. Membrii consiliului sunt aleși de către alegătorii înregistrați în circumscripția lor și reprezintă circumscripția respectivă pentru un mandat de patru ani. Aceștia trebuie să locuiască în continuare în acea anumită circumscripție.
Departamentul de Poliție din Fort Myers este responsabil pentru asigurarea siguranței și păstrarea ordinii publice în orașul Fort Myers.

## Educație

### Școli medii
- Liceul Dunbar
- Fort Myers Senior High School

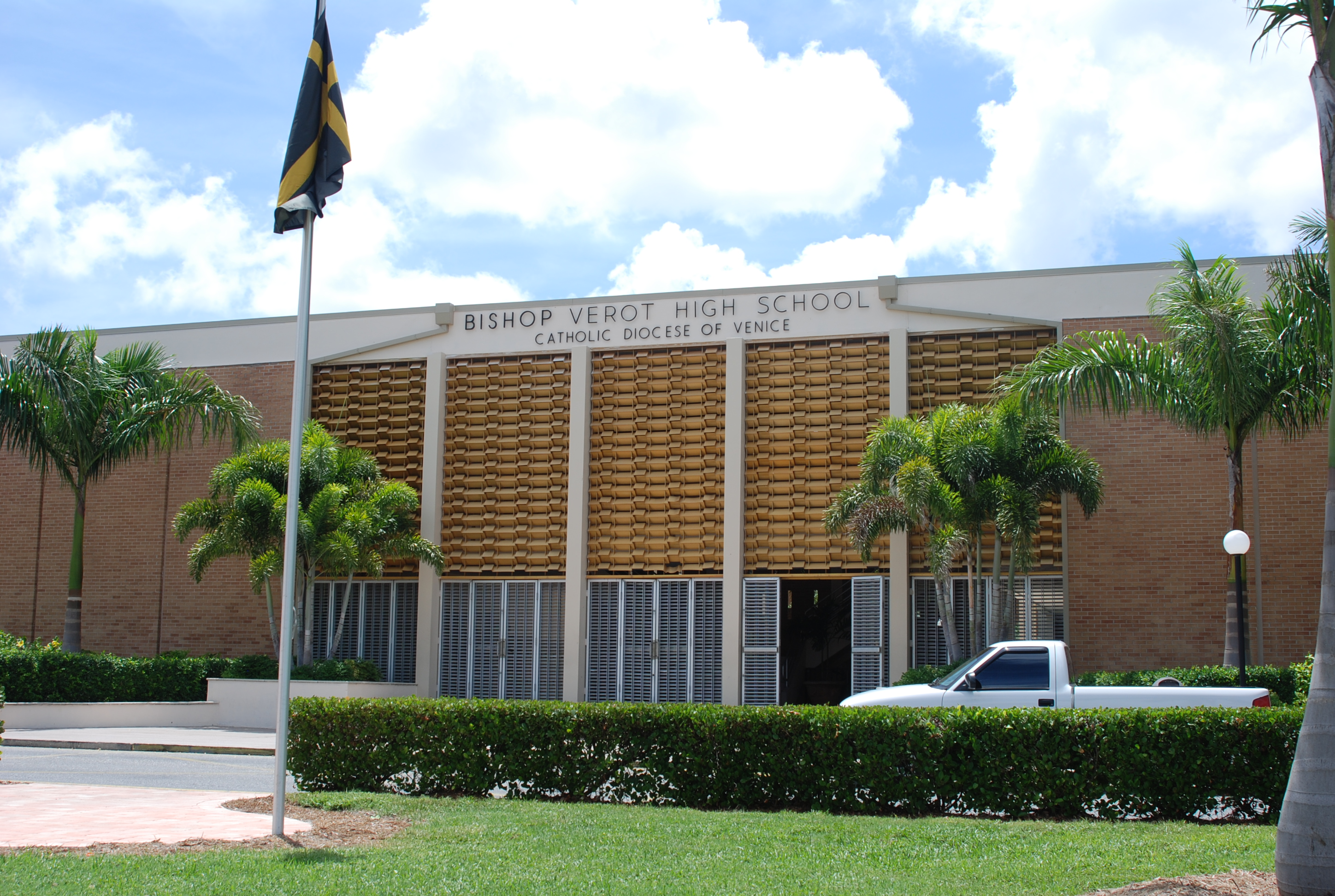
Bishop Verot High School

- Bishop Verot High School, liceu privat, romano-catolic din Fort Myers, administrat de Diocese of Venice, Florida

### Studii superioare
- Universitatea Hodges, oferă o gamă largă de programe de licență și masterat în domenii variate, precum afaceri, tehnologie, sănătate și științe sociale.
- Universitatea Keiser, cunoscută pentru programele sale de inginerie, informatică, științe medicale și juridice, toate concepute pentru a pregăti studenții pentru cariere de succes într-un mediu competitiv.[22]
- Universitatea Nova Southeastern, oferă o varietate de programe de studii postuniversitare, inclusiv medicină, drept, științe comportamentale și educație.[23]
- Rasmussen College, se concentrează pe pregătirea practică a studenților pentru cariere în domenii precum tehnologia informației, designul grafic și asistența medicală.[24]
- Southern Technical College, oferă programe de formare profesională în domeniile tehnologiei, afacerilor și sănătății.
- Colegiul Tehnic Fort Myers, oferă programe de formare profesională în domenii precum tehnologia informației, ingineria electrică.[25]

### Biblioteci
- Biblioteca regională Fort Myers: Acesta este centrul sistemului de biblioteci din comitatul Lee și are cea mai mare colecție de informații juridice, de afaceri, de știri și financiare. Situată în centrul orașului Fort Myers, această bibliotecă oferă acces la o mare varietate de cărți, publicații periodice, resurse online și alte materiale informative, precum și programe educaționale și de divertisment pentru toate vârstele.[26]
- Biblioteca publică Dunbar-Jupiter Hammon: Deschisă în 1974, această bibliotecă a fost numită în onoarea lui Jupiter Hammon, primul poet afro-american ale cărui lucrări au fost publicate. Acest nume a fost adăugat la cererea comunității Dunbar, în care se află biblioteca. În prezent, biblioteca este situată pe Blount Street și are cea mai mare colecție de cărți afro-americane din sud-vestul Floridei. În plus, această bibliotecă oferă resurse și programe educaționale pentru copii și adulți, inclusiv acces la computere și internet.[27]

## Sport
Orașul găzduiește evenimente și programe sportive de înaltă calitate, printre care se numără:
- City of Palms Classic: Acesta este un turneu anual de baschet de liceu care are loc în Fort Myers începând cu anul 1973. Turneul este considerat unul dintre cele mai importante evenimente de baschet de liceu din țară, cu 120 de jucători care au participat și au fost numiți McDonald's All-Americans până în 2015. În plus, 94 dintre acești jucători au fost recrutați în NBA, ceea ce demonstrează nivelul ridicat al competiției din acest turneu.[28]
- Florida Eels: Acesta este un program de hochei junior de nivel III în USPHL, care include două echipe: una în Premier Division și una în Elite Division. Ambele echipe au avut prestații bune în sezonul regulat și în playoff, avansând de mai multe ori la Naționale. Patinoarul Fort Myers Skatium este locul unde echipele își dispută meciurile de acasă.[29]

## Locuri de interes

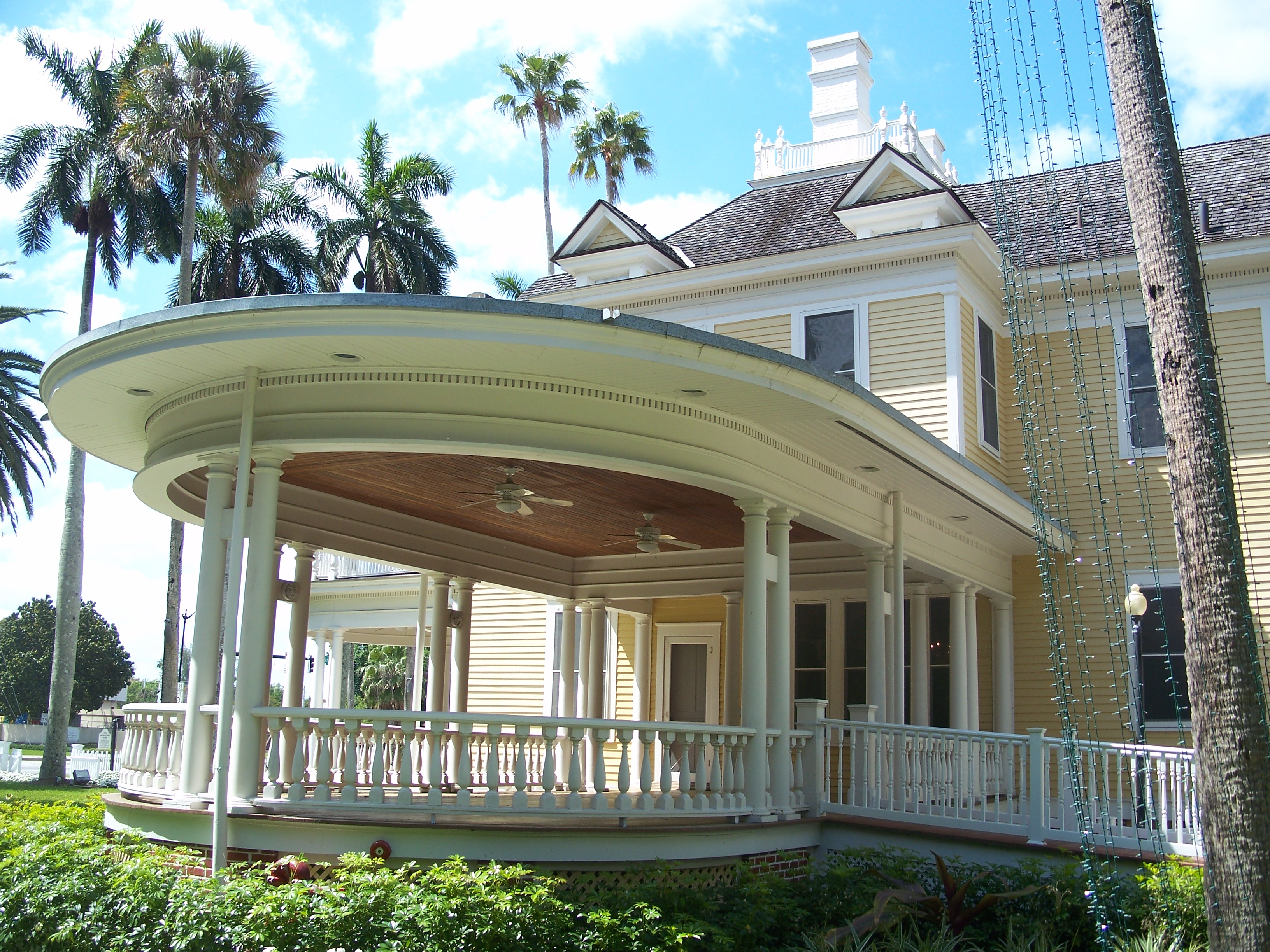
Casa Murphy-Burroughs

În Fort Myers, există o serie de obiective turistice și culturale care merită văzute, printre care se numără:
- Calusa Nature Center and Planetarium: Este un parc educațional privat, fără scop lucrativ, care se concentrează pe educația ecologică. Amplasat pe o suprafață de 0,42 km2 (105 acri), acesta include un muzeu, trei trasee naturale, un planetariu, voliere cu fluturi și păsări, un magazin de cadouri și zone de întâlnire și picnic.[30]
- City of Palms Park: Este fostul sediu al programului de pregătire de primăvară al echipei de baseball Boston Red Sox și este situat aproape de centrul orașului Fort Myers. Deși parcul nu mai găzduiește antrenamentele echipei, acesta oferă încă o varietate de evenimente sportive și culturale pe tot parcursul anului.
- Edison și Ford Winter Estates: Această atracție istorică este locul unde Thomas Edison și Henry Ford și-au petrecut iernile timpurii în Florida. Proprietatea include casele și grădinile lor, precum și un muzeu care prezintă inovațiile lor și impactul lor asupra lumii.
- Edison Mall: Este un centru comercial mare, cu o varietate de magazine și restaurante, care oferă o experiență excelentă de shopping.
- Centrul istoric al orașului: Acesta este un district istoric cu clădiri vechi și bine conservate, care oferă o privire în istoria orașului și a regiunii.
- Casa Murphy-Burroughs: Este o casă istorică din secolul al XX-lea, care a fost restaurată și deschisă pentru vizitatori. Casa prezintă o colecție de artefacte și obiecte istorice legate de istoria orașului și a regiunii.
- Imaginarium Science Center: Este un centru științific interactiv pentru copii și adulți, care oferă o varietate de experiențe educaționale, inclusiv expoziții interactive, experimente și demonstrații.
- Muzeul de istorie din sud-vestul Floridei: Acesta este un muzeu care prezintă istoria și cultura regiunii sud-vestice a Floridei, cu o colecție impresionantă de artefacte și obiecte istorice.

## Transport public

### Aeroporturi
- Aeroportul Internațional Southwest Florida (RSW): Acesta este cel mai mare aeroport din zonă, situat la sud-est de oraș. Este al 45-lea cel mai aglomerat aeroport din Statele Unite în funcție de numărul de pasageri anual și a deservit 9.373.178 de pasageri în 2018. Aeroportul oferă zboruri către o varietate de destinații naționale și internaționale.
- Page Field: Acesta este un aeroport mai mic de aviație generală, care este utilizat în principal pentru aeronave mai mici. Acesta este situat în apropierea centrului orașului Fort Myers.

## Fort Myers în cultura generală

### În filme
- Day of the Dead (1985): O scenă importantă a filmului a fost filmată în centrul orașului Fort Myers, în care apare Teatrul Edison și un oraș abandonat.[31]
- Just Cause (1995): Unele scene de la tribunal și alte scene care prezintă orașul au fost filmate în centrul orașului Fort Myers.[32]
- Trans (1999): O parte din acest film a fost filmată în Fort Myers.[33]

## Orașe înfrățite
- Gomel (Belarus)[34]
- Santiago de los Caballeros (Republica Dominicană)